# Raid Into Tibet
Pour plus de détails, voir Fiche technique et Distribution.
Raid Into Tibet est un film documentaire britannique réalisé par George Patterson, Adrian Cowell et Chris Menges.

## Caractéristiques
Le documentaire est le seul film jamais réalisé sur un groupe de guérilleros tibétains. Entre 1960 et 1974, ce groupe a combattu l'armée chinoise au Tibet à partir du Mustang au Népal. En secret, ils ont reçu le soutien de la CIA.
Le réalisateur George Patterson montre comment le groupe prépare l'attaque d'un convoi chinois.

## Fiche technique
- Réalisation : George Patterson, Adrian Cowell
- Photographie : Chris Menges (Raid Into Tibet)
- Langues : Tibétain, anglais

## Récompense
Prix Italia international du meilleur documentaire de télévision de l'année 1967.